# Bertignat

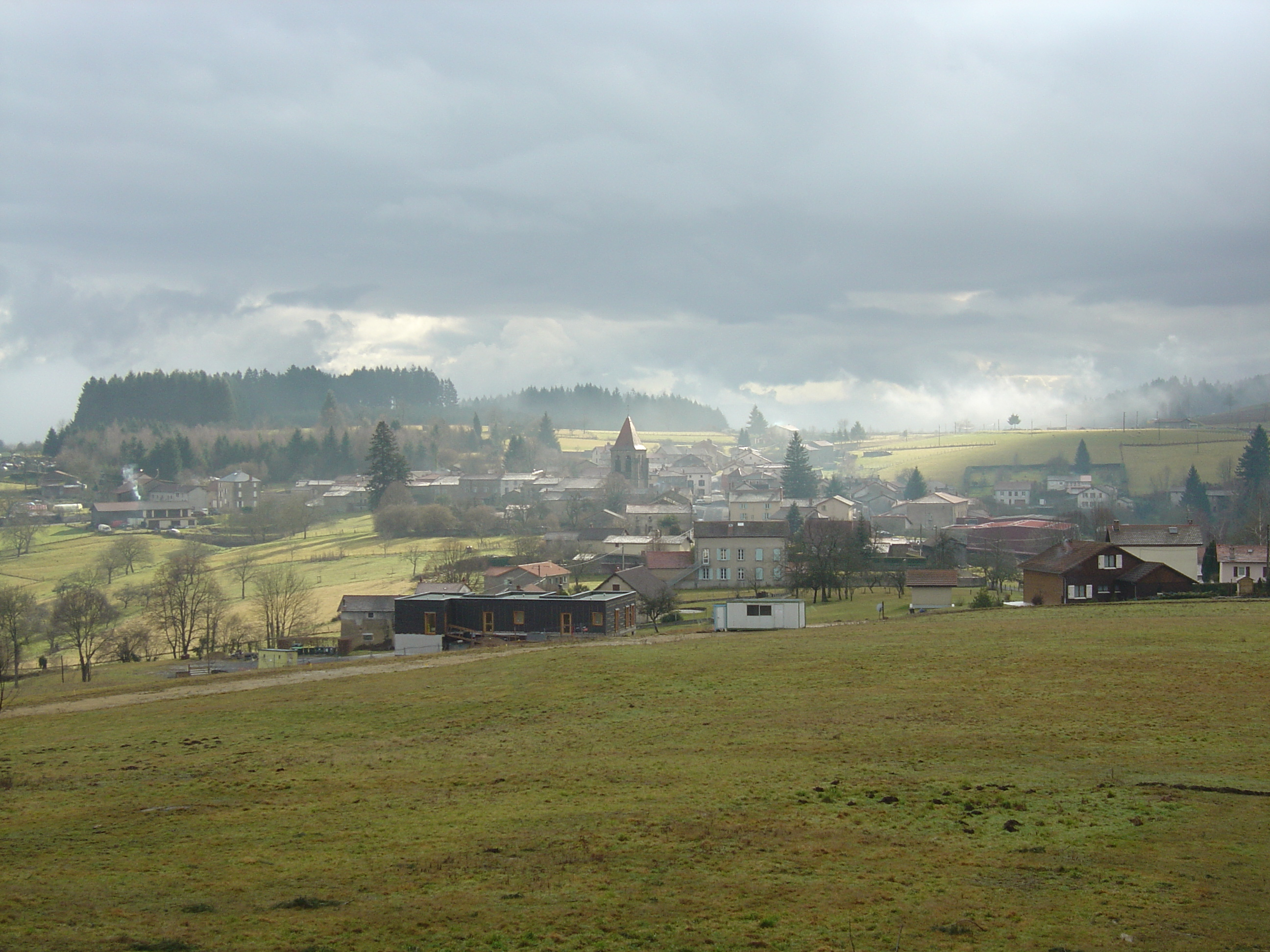

Bertignat är en kommun i departementet Puy-de-Dôme i regionen Auvergne-Rhône-Alpes i centrala Frankrike. Kommunen ligger i kantonen Saint-Amant-Roche-Savine som tillhör arrondissementet Ambert. År 2022 hade Bertignat 471 invånare.

## Befolkningsutveckling
Antalet invånare i kommunen Bertignat
| Referens: INSEE |